# Elizabeth Patterson Bonaparte
Elizabeth „Betsy” Patterson, férjezett nevén Elizabeth Bonaparte, (Baltimore, Maryland, 1785. február 6. – Baltimore, 1879. április 4.), amerikai felső tízezerhez tartozó üzletasszony, társasági hölgy, 1803–tól Jérôme Bonaparte első felesége, Napóleon császár sógornője, a Bonaparte család amerikai ágának ősanyja. Házasságát a császár 1805-ben semmisnek nyilvánította, férjét saját dinasztikus tervei szerint új házasságra kötelezte. Elizabeth és Jérôme Bonaparte házasságát hivatalosan csak Napóleon bukása után, 1815-ben bontották fel.

## Élete

### Származása
Elizabeth Patterson 1785-ben született Baltimore-ban (Maryland államban), ír kivándorlók gyermekeként. Édesapja William Patterson (1752–1835) volt, sikeres vállalkozó és üzletember, édesanyja Dorcas Spear (1761–1814) volt. Három gyermekük született:
- Elizabeth Patterson („Betsy”, 1785–1879), Jérôme Bonaparte első felesége,
- Robert Patterson (1781–1822), aki Marianne Catont(wd) (1788–1853), Charles Carroll of Carrollton szenátor unokáját vette feleségül,
- Edward Patterson (1789–1865), aki Sidney Smith-et (1794–1879), Samuel Smith(wd) tábornok–szenátor leányát vette feleségül.

Apja, William Patterson korábban részt vett az amerikai függetlenségi háborúban, majd sikeres kereskedőként hatalmas vagyont szerzett. Megalapította a Baltimore and Ohio Railroad vasúttársaságot. Az 1800-as évek elejére ő lett Maryland állam második leggazdagabb embere, a listán csak Charles Carroll of Carrollton szenátor, a Függetlenségi Nyilatkozat utolsó, ekkor még élő aláírója előzte meg.

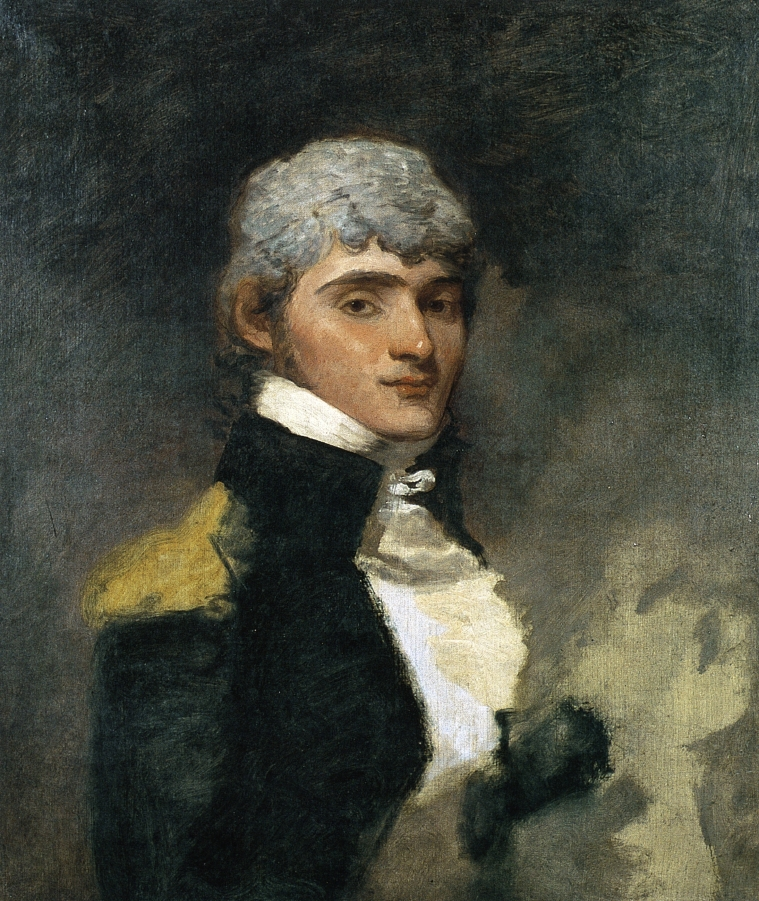
Férje, Jérôme Bonaparte (1804)

### Házassága
1803-ban az ifjú Jérôme Bonaparte (1784–1860), Napoléon Bonaparte Első Konzul legifjabb öccse, a francia haditengerészet tisztje Martinique-ban elhagyta szolgálati helyét és július 20-án Baltimore-ba érkezett. Itt megismerkedett Elizabeth Pattersonnal. Egymásba szerettek, és alig két hónapos ismeretség után, 1803. december 24-én összeházasodtak. Bár mindketten 21 évesnél fiatalabbak voltak és a korabeli törvények szerint egyikük sem minősült „teljes korúnak”, Jérôme nem kérte ki saját családjának beleegyezését. Az esküvő az amerikai felső tízezer nagy társadalmi eseménye volt, a fiatalokat maga John Carroll, Baltimore  érseke (az Amerikai Egyesült Államok első felszentelt római katolikus érseke) adta össze a város székesegyházában.
Jérôme bátyja, Napoléon Bonaparte tábornok, a Bonaparte-ház feje, az esküvő idején még a Francia Köztársaság Első Konzulja azonnal visszautasította, hogy érvényesnek ismerje el öccse házasságát. A császárságra készülő Első Konzul csalódását és dühét fokozta másik öccsének, Luciennek ugyanekkor, 1803-ban szintén az ő engedélye nélkül – sőt tilalma ellenére – kötött házassága a kisnemesi származású Alexandrine de Bleschamp-nal.
1804. március 20-án Napóleont Franciaország császárává kiáltották ki. Nyomban leváltotta tisztségéből Franciaország washingtoni nagykövetét, Louis-André Pichont, mert nem akadályozta meg öccsének házasságkötését. Utasította Jérôme-ot, hogy feleségét hátrahagyva térjen haza Franciaországba. Jérôme ellenállt, ragaszkodott imádott „Betsy”-jéhez. A házaspár azt tervezte, hazatérnek Párizsba Napóleon koronázására, amely 1804. december 2-re volt kitűzve. A hajó indulását a rossz időjárás miatt többször el kellett halasztani. 1804 őszén érkeztek érkeztek Franciaországba, Elizabeth ekkor már teherben volt Jérôme gyermekével. Itt szembesültek azzal, hogy a császár megtiltotta Elizabeth-nek, hogy a Francia Császárság, sőt az európai kontinentális zárlatban résztvevő bármely állam területére léphessen.
A házaspár útjai szétváltak. A várandós Elizabeth, miután Hollandiában sem engedték partra szállni, Angliába utazott. Jérôme Itáliába ment, hogy jobb belátásra bírja császári bátyját, sikertelenül. Napóleon 1805. március 11-én császári dekrétummal érvénytelennek nyilvánította Jérôme és Elizabeth házasságát. 1805. július 5-én Elizabeth Londonban világra hozta gyermekét, Jérôme-Napoléon Bonaparte-Pattersont. Férje, Jérôme engedett bátyja akaratának, Elizabeth-et nem látta többé (eltekintve egy későbbi rövid találkozástól, 1817-ben, már Napóleon bukása után).
A császár Jérôme-nak (többi családtagjához hasonlóan) politikai szerepet szánt. 1806-ban a csatlósává tett német fejedelemségekből létrehozta a Rajnai Szövetséget, és dinasztikus kapcsolatrendszer kiépítésébe fogott. Ennek keretében öccsét, Jérôme-ot 1807 júliusában kinevezte a napóleoni Vesztfália királyává, és augusztusban rövid úton összeházasította Württembergi Katalin hercegnővel, a szintén Napóleon által kreált Württembergi Királyság uralkodójának, Württembergi Frigyesnek leányával, miközben első házasságát még hivatalosan nem bontották fel.

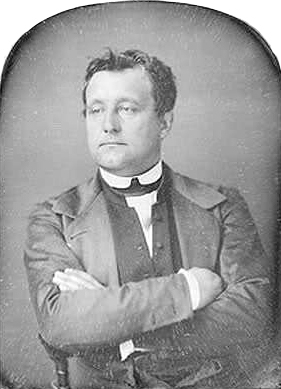
Fia, Jérôme-Napoléon Bonaparte (1840 körül)

### Ismét otthon
Elizabeth gyermekével együtt hazatért Baltimore-ba, apjához. Továbbra is Jérôme Bonaparte törvényes feleségének tekintette magát, és minden fórumon hangsúlyozta a francia császári családhoz tartozását. Kárpótlásként Napóleon császár magas évjáradékot fizetett neki.
1815-ben, a waterlooi csata és Napóleon bukása után Elizabeth válókeresetet adott be a baltimore-i bírósághoz, Maryland állam törvényhozásának egyik különleges rendeletére hivatkozva, és sikerült kimondatnia válását Jérôme Bonaparte-tól. A Bourbon-restauráció éveiben többször ellátogatott a Francia Királyságba, ahol magas arisztokrata körökben szívélyesen fogadták. Személyisége elbűvölte az előkelő társaságok tagjait. 1817-ben egy rövid beszélgetés erejéig találkozott volt férjével, Jérôme herceggel is.
Életének hátralévő részében Elizabeth Baltimore-ban élt, és üzletasszonyként vagyonának gyarapításán dolgozott. Élete végére 1 500 000 dollár értékű vagyon felett rendelkezett. Sohasem ment újra férjhez, élete végéig megkövetelte a „Madame Bonaparte” megszólítást.
Fia, Jérôme-Napoléon számára a született európai hercegnők között igyekezett menyasszonyt találni, de a fiatalember 1829-ben inkább egy dúsgazdag amerikai örökösnő, Susan May Williams (1812–1881) mellett döntött. Két fiuk született, ifj. Jérôme-Napoléon és Charles-Joseph. Ők és utódaik alkotják a Bonaparte család amerikai ágát.
1861 januárjában Elizabeth öröklési keresetet nyújtott be a párizsi bíróságon, igényt támasztva az 1860-ban elhunyt Jérôme Bonaparte vagyonának egy részére. Február 15-én a Szajna megyei feljebbviteli bíróság (a Code Napoléon-ra hivatkozva) kimondta, hogy „sem Madame Elizabeth Patterson, sem fia, Jérôme-Napoléon Bonaparte nem igényjogosultak, keresetüket el kell utasítani.”

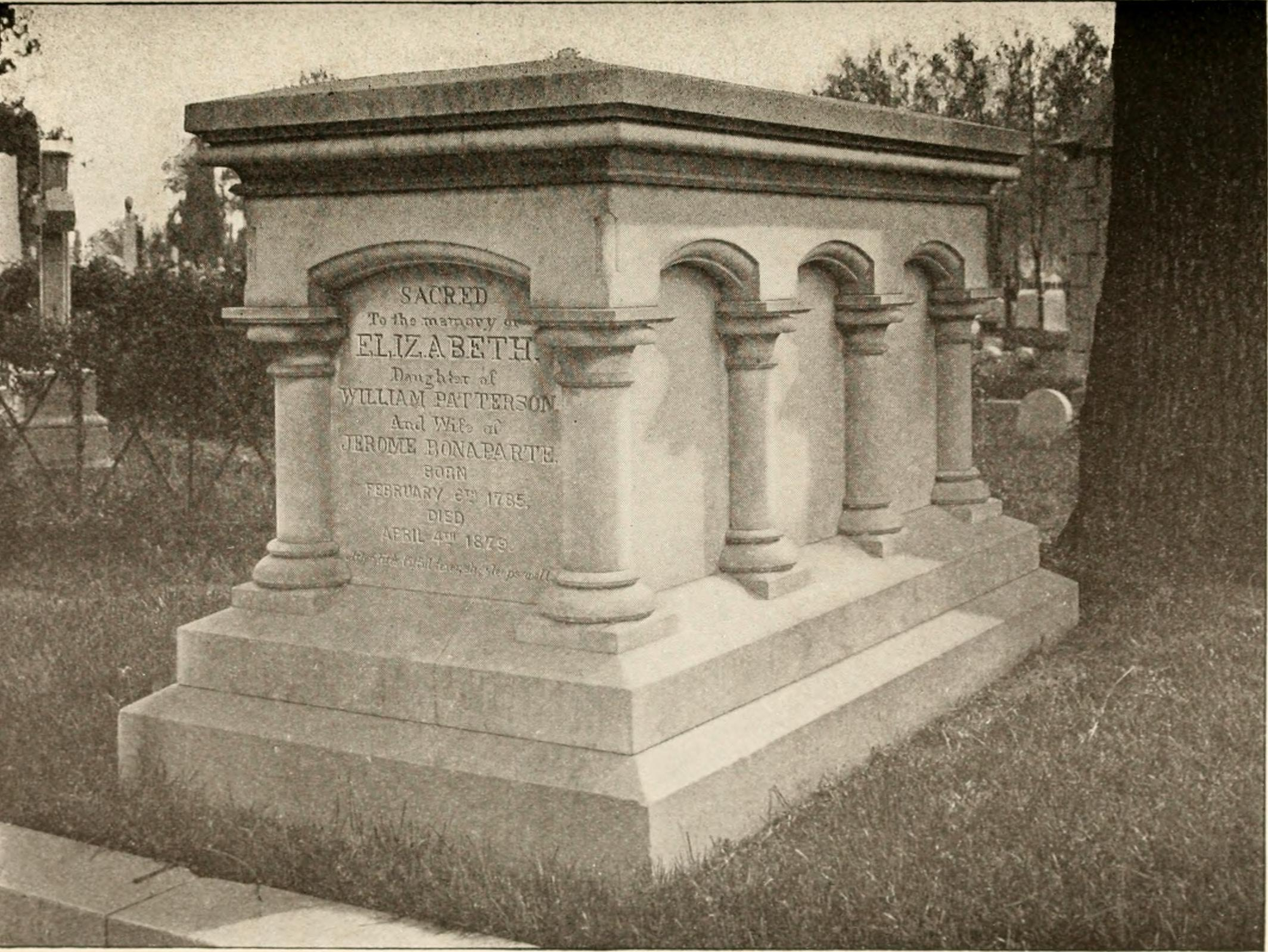
Síremléke Baltimore-ban (1912-es fotó

### Elhunyta
Elizabeth Patterson Bonaparte túlélte volt férjét, Jérôme Bonapartét (†1860), és fiát, Jérôme-Napoléont (†1870) is. 1879. április 4-én, 94 éves korában hunyt el Baltimore-ban. Az itteni Greenmount temetőben helyezték végső nyugalomra. Halálakor éppen perben állt Maryland állammal, a birtokai és jövedelmei után fizetendő állami adókötelezettség ügyében. A „Bonaparte vs. Tax Court” ügy eljutott az Egyesült Államok Legfelső Bíróságáig, amely végül Maryland állam javára döntött.

## Érdekesség
Elizabeth Patterson sógornője, Marianne Caton (1788–1853), Elizabeth elhunyt bátyjának, Robert Pattersonnak (1781–1822) özvegye később, 1825-ben feleségül ment a brit Richard Wellesley-hez, Wellesley őrgrófjához, akinek öccse, Arthur Wellesley, Wellington hercege 1815-ben a waterlooi csatában végső vereséget mért Napóleonra.

## Kapcsolódó információk
- Daniel Handerson. Die goldenen Bienen. Betsy Patterson und die Bonapartes. (német nyelven). Berlin, Wien, Leipzig: Paul Zsolnay (1938)
- Claude Bourguignon-Frasseto. Betsy Bonaparte ou la Belle de Baltimore (francia nyelven). L’Harmattan (2007). ISBN 2296043828
- Carol Berkin. Wondrous Beauty: The Life and Adventures of Elizabeth Patterson Bonaparte (angol nyelven). New York: Alfred A. Knopf (2014). ISBN 978-0-30759-278-1